# Covox

Схема Covox

Covox Speech Thing (также известно как Covox plug, обычно называется Covox) — внешнее устройство, подключаемое к компьютеру и позволяющее воспроизводить цифровой звук. Технически оно представляло собой простейший резистивный (цепная R-2R схема) ЦАП. Подключалось к параллельному порту (LPT) IBM PC-совместимых компьютеров. Впоследствии самодельные варианты устройства использовались любителями на большом количестве домашних компьютеров, включая большинство советских клонов ZX Spectrum, и такие советские компьютеры, как Поиск, БК-0010/0011 и Вектор-06Ц.
Оригинальное устройство было выпущено в продажу фирмой Covox Inc. в 1986 году, по цене около 70 долларов США. Так как детали, используемые в устройстве, были в несколько раз дешевле, чем само устройство, а схема была крайне проста, очень скоро любители стали самостоятельно собирать подобные устройства.
Устройство широко использовалось в течение 1990-х годов, так как звуковые карты в то время имели очень высокую стоимость. Covox также стал очень популярен на демосцене.
Основной проблемой схемы является её требовательность к номиналам резисторов. Они должны иметь минимальный допуск значений, иначе будут возникать искажения звука, особенно на низкой громкости. Несмотря на это, качество звука, выводимого через Covox, намного превосходит звук стандартного спикера. Даже сегодня самостоятельно изготовленный Covox остаётся очень недорогим способом дать старым компьютерам возможность воспроизведения цифрового звука.

## Коммерческие версии

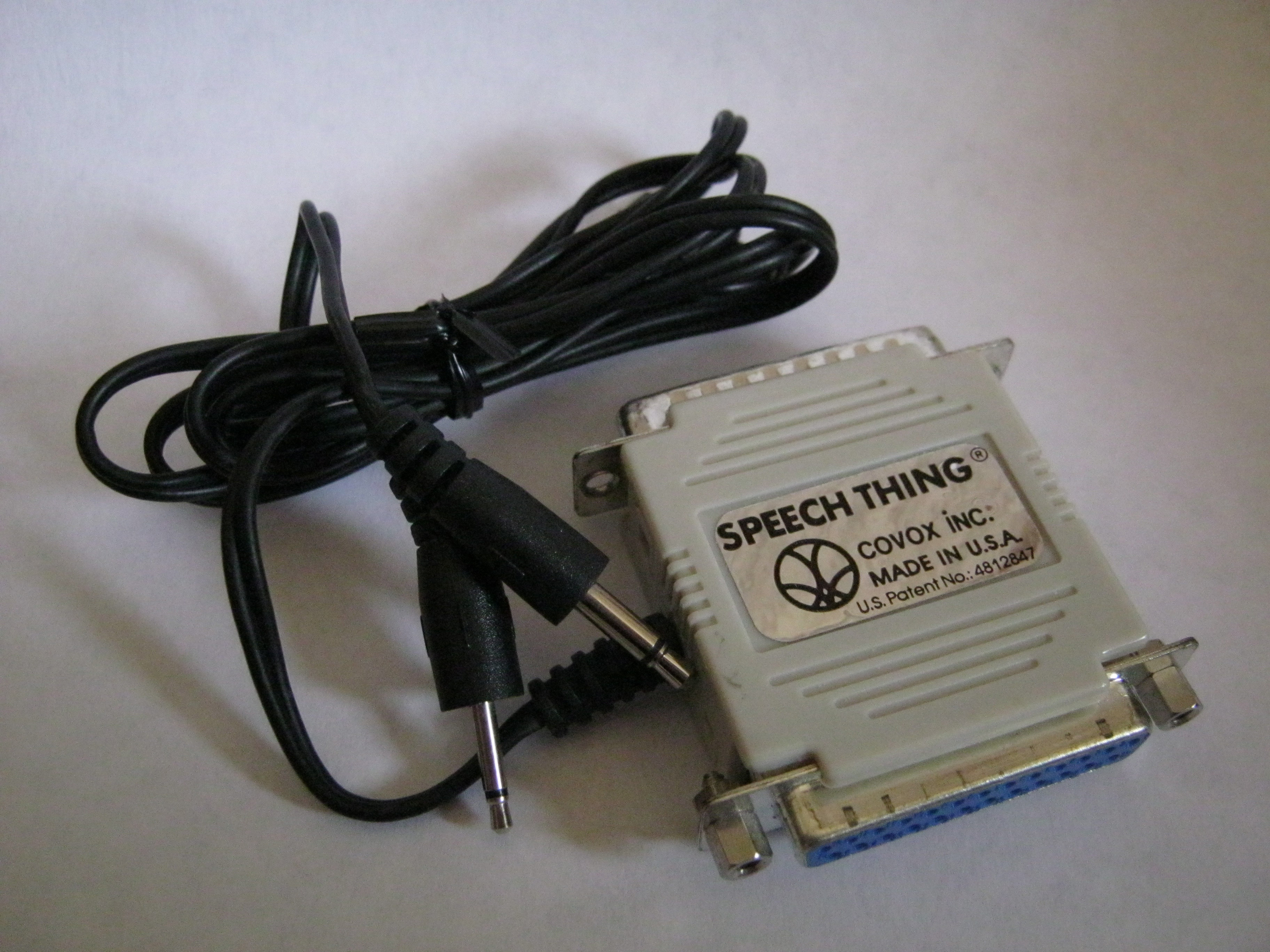
Covox Speech Thing

- Covox Speech Thing — простейший вариант устройства, которое поставлялось с программой синтеза речи. В 1989 году продавалось по цене в $79,95.
- Covox Voice Master — речевой и музыкальный процессор.
- Disney Sound Source — устройство, продаваемое Disney Software[англ.] в начале 1990-х. Представляло собой несколько усложнённый вариант Covox. Получило некоторую популярность благодаря низкой цене, около 14 долларов США[1]. Оно получало питание от внешнего источника (батареи), и имело специальную схему для возможности его включения и выключения. Качество звука было выше обычного Covox, так как использовалась специальная схема фильтрации. Игры, поддерживающие Disney Sound Source, должны без проблем работать с простыми вариантами Covox, однако не каждая программа для простого Covox может работать с Disney Sound Source.

## Возможности
В простейшем виде Covox принимает восьмиразрядный монофонический сигнал в цифровом виде через параллельный порт компьютера и выводит аналоговый сигнал, который может быть усилен и воспроизведён через громкоговоритель. Частота дискретизации не ограничивается аппаратно, и теоретически Covox поддерживает любую частоту дискретизации. Однако, на практике, ограниченная скорость LPT-порта компьютеров тех времен делала затруднительным получение даже стандартной частоты дискретизации 44100 Гц (звук так называемого CD-качества, однако, разрядность цифро-аналогового преобразования Сovox в 8 бит далеко не дотягивает до такового).
Более сложные версии Covox-подобных устройств могли иметь следующие возможности:
- Разъём для подключения принтера без отключения Covox. Это позволяло использовать устройство и принтер без переключения разъёмов, однако не одновременно. При печати с подключённым Covox он воспроизводил громкий шум; на время печати следовало отключить колонку.
- ЦАП и АЦП, в том числе схема с пассивным АЦП, работающим от энергии микрофона и пассивно притягивающим к нулевому уровню (pull-down) один или несколько входных линий порта, отличающаяся низким качеством (всего несколько уровней сигнала), достаточным только для речи;
- АЦП с микрофонным предусилителем;
- ЦАП с усилением;
- Питание от последовательного порта;
- Различные устройства улучшения звука, например фильтры или эквалайзеры;
- Стереофонический звук, как с использованием двух параллельных портов, так и одного, с переключением каналов с помощью стробирующего сигнала (первый вывод разъёма LPT). Известны также схемы, где управляющие линии того же единственного LPT служили для передачи разностного (R-L или L-R) сигнала, ограниченного по амплитуде (из-за меньшей разрядности). Такие схемы требуют только одного LPT, но при этом не нуждаются в питании и состоят целиком из резисторов;
- Были попытки делать более продвинутые устройства, работающие по принципу Covox. В начале/середине 90-х, в Харькове Алекс Торрес делал звуковую карту типа «внутренний Ковокс» — это была полноценная ISA карта, работающая как LPT-порт. В качестве вывода, вместо резисторов классического Ковокса использовался ЦАП 572ПА1, что позволило резко улучшить качество звука (хотя он и оставался по-прежнему 8-битным).

Были сделаны обычные моно и стерео карточки с линейным выходом. Последней была сделана ISA карточка со стерео-ковоксом, FM-радиоприемником и выходными усилителями, позволявшими работать на небольшие колонки. Дальнейшего развития все это не получило, так как стали уже доступные обычные «Саунд Бластеры» и другие звуковые карточки.
- Промелькнувший в эпоху Pentium-III COM-covox, использовавший популярные тогда одно-двух мегабодные высокоскоростные последовательные порты, которые просто подключались выходом через токоограничивающий резистор к нагрузке, а модуляция осуществлялась программной ШИМ.

## Совместимость с ПО
Covox не мог непосредственно заменять любую из популярных звуковых карт того времени (AdLib, Sound Blaster, Gravis Ultrasound, и прочие), однако некоторые игры и программы имели его непосредственную поддержку. Вот некоторые из наиболее известных:
- Игра Lemmings имела специальную версию, Covox Lemmings, выпущенную в рекламных целях, вместе с устройствами Covox. Сама игра полностью аналогична обычной версии, но имеет уровень с названием «Covox» и семь других дополнительных уровней.
- Большинство старых игр от Sierra Entertainment, таких как серии King's Quest и Space Quest, имели поддержку Disney Sound Source, и могли работать с Covox в этом режиме.
- Wolfenstein 3D, Return to Zork, Hare Raising Havoc (как Disney Sound Source).
- Doom 2D, неофициальный платформер от фанатов Doom, как ни странно, также поддерживал Covox.

Популярные трекеры для MS-DOS, используемые на демосцене, также включали поддержку Covox. Среди них, например:
- Scream Tracker
- Fast Tracker
- Impulse Tracker

Помимо этого, существовало несколько эмуляторов звуковых карт. Например, Virtual SoundBlaster мог эмулировать работу звуковой карты Sound Blaster через Covox, Covoxer мог эмулировать синтезаторы Tandy 1000/2000 через Covox.
Существовали драйверы Covox для некоторых операционных систем:
- Windows 3.1x, Windows 95, Windows 98
- ядра Linux
- MenuetOS
- CSI-DOS

В настоящее время возможна обратная эмуляция: эмулятор DOSBox поддерживает эмуляцию Covox (как Disney Sound Source), без наличия реального устройства.